# Jacques Haller
Jacques Edmond Haller (* 3. März 1897 in Gent; † 19. Dezember 1961 ebenda) war ein belgischer Ruderer.

## Biografie
Jacques Haller errang bei den Europameisterschaften 1920 in Mâcon die Bronzemedaille im Einer. Bei den Olympischen Sommerspielen 1920 in Antwerpen schied er im Vorlauf der Einer-Regatta aus. Im Folgejahr gewann er bei den Europameisterschaften in Amsterdam erneut Bronze, dieses Mal mit dem belgischen Achter.